# Cyrtothyrea rudebecki
Cyrtothyrea rudebecki är en skalbaggsart som beskrevs av Schein 1960. Cyrtothyrea rudebecki ingår i släktet Cyrtothyrea och familjen Cetoniidae. Inga underarter finns listade i Catalogue of Life.